# Timothy Dupont
Timothy Dupont (Gent, 1 november 1987) is een Belgisch wielrenner die vanaf 2023 rijdt voor Tarteletto-Isorex.

## Carrière
Dupont staat bekend als een sterk spurter. In de beginjaren van zijn carrière won hij onder andere een etappes in de rondes van Bretagne en de Elzas, en werd hij Belgisch kampioen bij de elite zonder contract (2012). 
In 2016 maakte hij de overstap van het Franse team Roubaix Lille Métropole naar Veranda's Willems. Bij dit team zou hij helemaal doorbreken. Hij won dat jaar 15 UCI-wedstrijden. Zijn grootste overwinning was Nokere Koerse. Na een chaotische finale won hij de spurt op de Nokereberg, voor de Noor Kristoffer Halvorsen en Dylan Groenewegen uit Nederland. Dankzij dat sterke jaar eindigde Dupont in 2016 op de tweede plek in de eindstand van de UCI Europe Tour 2016, achter zijn landgenoot Baptiste Planckaert. Wel won hij het eindklassement van de Napoleon Games Cycling Cup.
In 2019 werd hij tweede op het Belgisch kampioenschap te Gent na Tim Merlier. Wout van Aert werd derde.

## Palmares

### Strandrace
| 2015-2016                                 | NVT    | DNS  | Egmond-pier-Egmond                    | 1  |
| 2016-2017                                 | DNS    | DNS  | Bredene                               | 1  |
| 2017-2018                                 | DNS    | Goud | De Panne                              | 2  |
| 2018-2019                                 | 9e     | NVT  | Egmond-pier-Egmond                    | 1  |
| 2019-2020                                 | Zilver | NVT  |                                       | 0  |
| geen wedstrijden in het seizoen 2020-2021 |        |      |                                       |    |
| 2021-2022                                 | DNS    | Goud | Zeebrugge                             | 2  |
| 2022-2023                                 | Zilver | DNF  |                                       | 0  |
| 2023-2024                                 | NVT    | 4e   | De Haan, Middelkerke                  | 2  |
| 2024-2025                                 |        |      | De Panne, Bredene, Egmond-pier-Egmond | 2  |
| Totaal                                    | 0      | 2    | 11                                    | 13 |

### Wegwielrennen

#### Belangrijkste overwinningen
2010 - 1 zege
Grote Prijs Stad Geel
2013 - 2 zeges
Puntenklassement Ronde van Loir-et-Cher
3e en 5e etappe Ronde van Bretagne
Puntenklassement Ronde van Bretagne
2015 - 2 zeges
2e en 4e etappe Ronde van de Elzas
Puntenklassement Ronde van de Elzas
2016 - 15 zeges
2e etappe Driedaagse van West-Vlaanderen
Puntenklassement Driedaagse van West-Vlaanderen
Nokere Koerse
1e, 3e en 6e etappe Ronde van Normandië
Puntenklassement Ronde van Normandië
Dwars door de Vlaamse Ardennen
Grand Prix Criquielion
Memorial Philippe Van Coningsloo
Grand Prix de la ville de Pérenchies
1e, 2e en 4de etappe Ronde van de Elzas
Puntenklassement Ronde van de Elzas
Antwerpse Havenpijl
De Kustpijl
Kampioenschap van Vlaanderen
2017 - 1 zege
GP Jef Scherens
2018 - 1 zege
Puntenklassement Vierdaagse van Duinkerke
Schaal Sels
2019 - 1 zege
1e etappe Ronde van Wallonië
2021 - 1 zege
2e etappe Ster van Bessèges
2022 - 1 zege
4e etappe ZLM Tour
2023 - 4 zeges
2e etappe Ronde van Griekenland
1e en 8e etappe Ronde van het Qinghaimeer
4e etappe Ronde van Istanbul
Puntenklassement Ronde van Istanbul
2024 - 1 zege
1e etappe Ronde van Antalya

#### Resultaten in voornaamste wegwedstrijden
| Jaar | Ronde van Italië | Ronde van Frankrijk | Ronde van Spanje |
| ---- | ---------------- | ------------------- | ---------------- |
| 2012 |                  |                     |                  |
| 2013 |                  |                     |                  |
| 2016 |                  |                     |                  |
| 2017 |                  |                     |                  |
| 2018 |                  | 131e                |                  |
| 2019 |                  |                     |                  |
| 2020 |                  |                     |                  |
| 2021 |                  |                     |                  |
| 2022 |                  |                     |                  |

| Jaar | Gent-Wevelgem | Ronde van Vlaanderen | Parijs-Roubaix | Brussels Cycling Classic | Parijs-Tours | Kuurne-Brussel-Kuurne |
| ---- | ------------- | -------------------- | -------------- | ------------------------ | ------------ | --------------------- |
| 2012 |               |                      |                | 28e                      |              |                       |
| 2013 |               |                      |                | 71e                      |              |                       |
| 2016 |               |                      |                | 5e                       |              |                       |
| 2017 | opgave        |                      |                | 12e                      | 29e          |                       |
| 2018 | opgave        |                      |                | 9e                       | 11e          | 10e                   |
| 2019 | 42e           |                      | 52e            |                          | 23e          |                       |
| 2020 | opgave        |                      |                | 42e                      |              | 91e                   |
| 2021 | 42e           | opgave               | 91e            |                          |              | 109e                  |
| 2022 | opgave        | opgave               | buit.tijd      |                          |              | 114e                  |

## Ploegen
- 2009 –  Jong Vlaanderen-Bauknecht (vanaf 1-5)
- 2010 –  Jong Vlaanderen-Bauknecht
- 2011 –  Jong Vlaanderen-Bauknecht
- 2012 –  Bofrost-Steria
- 2013 –  Ventilair-Steria Cycling Team
- 2014 –  Roubaix Lille Métropole
- 2015 –  Roubaix Lille Métropole
- 2016 –  Veranda's Willems Cycling Team
- 2017 –  Veranda's Willems-Crelan
- 2018 –  Wanty-Groupe Gobert
- 2019 –  Wanty-Groupe Gobert
- 2020 –  Wanty-Groupe Gobert
- 2021 –  Bingoal Pauwels Sauces WB
- 2022 –  Bingoal Pauwels Sauces WB
- 2023 –  Tarteletto-Isorex
- 2024 –  Tarteletto-Isorex
- 2025 –  Tarteletto-Isorex

Calleeuw · Claeys · De Keulenaer · De Mooij · De Neef · De Poortere · Devaere · Dupont · Joseph · Maes · Pieters · Schets · Terweduwe · Van Guyse · Van Immerseel · Vandousselaere · Vandyck · S.Vanmarcke · K.Vanmarcke · Vens · Verkinderen
Broeders · Calleeuw · De Decker · De Neef · Dupont · Durant · Ligneel · Pannekoek · Paulissen · Pieters · Schepmans · Schets · Serry · Terweduwe · Van Immerseel · Vandousselaere · Vandyck · Verraes · Verwaest · Declercq (stagiair) · Stallaert (stagiair)
Broeders · De Neef · De Winter · Dupont · Durant · Hoorne · Lepla · Pieters · Steels · Teuns · Van Coppernolle · Van den Abeele · K.Vandyck · N.Vandyck · Verraes · Verwaest · Wastyn
Broeders · De Poortere · De Winter · Dupont · Durant · Lepla · Ruyters · Schets · Teuns · Van Coppernolle · Van den Abeele · Van Herck · Van Hoovels · Van Lerberghe · Vandenbogaerde · N.Vandyck · Verraes · Vervaeke · Verwaest · Wastyn · Roelandts (stagiair) 
Calleeuw · Cools · Dupont · Durant · Lepla · Luyten · Peeters · Pols · Roelandts · Ruyters · Teuns · Van Coppernolle · Van Hoovels · Van Lerberghe · Vandewiele · Vandromme · Vanspeybroeck · Wastyn
Bille · Cordeel · De Bondt · Devolder · Dupont · Duijn · Godrie · Goolaerts · Jaspers · Kruopis · Merlier · Prémont · van Aert · Van Breussegem · Van Zummeren · Vergaerde · Livyns (stagiair) · Teugels (stagiair)
Antonini · Backaert · Baugnies · De Clercq · Degand · Devriendt · Doubey · Dupont · Eiking · Kreder · Martin · McNally · Meurisse · Minnaard · Offredo · Pasqualon · Smith · Vallée · Van Keirsbulck · Van Melsen · Vanspeybrouck
Aniołkowski · Castrique · De Bie · Dupont · Huys · Livyns · Menten · Mertz · Molly ·Paasschens · Paquot · Peyskens · Rex · Robeet · Suter · Vallée · Vanendert · Venner · L. Wirtgen · T. Wirtgen · De Maeght (stagiair) · Desal (stagiair)
Aniołkowski · Blouwe · De Maeght · Desal · Dupont · Lauk · Livyns · Meens · Menten · Mertz · Molly ·Paasschens · Paquot · Peyskens · Rex · Robeet · Tietema (vanaf 1/2) · Tizza · Venner · Viviani (vanaf 21/3) · L. Wirtgen · T. Wirtgen · Desmarets (stagiair) · Dopchie (stagiair)